# Andreas Stadler

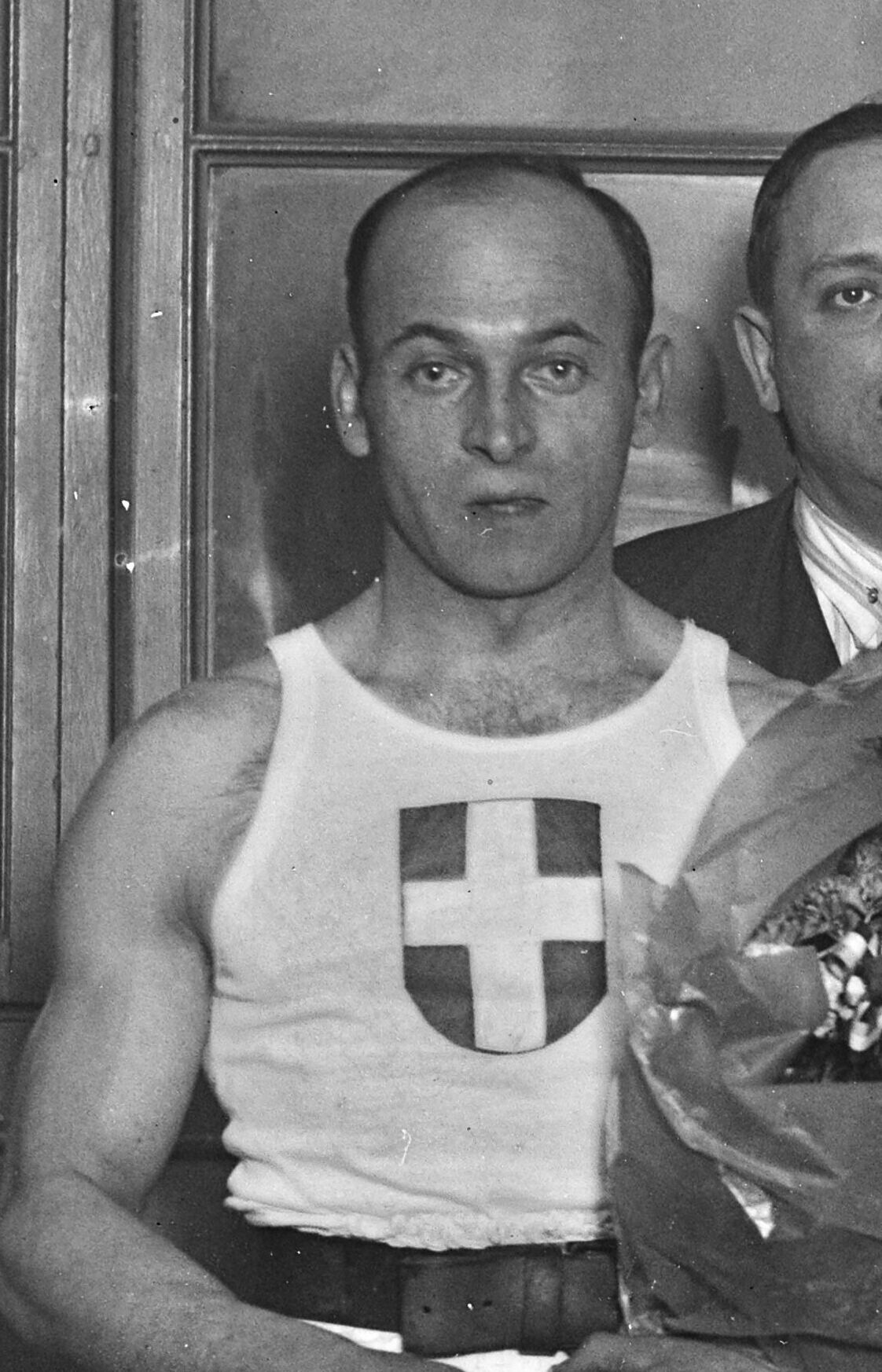
Andreas Stadler in 1927

Andreas Stadler (* 31. Juli 1896 in Wien; † 14. Februar 1941) war ein österreichischer Gewichtheber. Er gewann bei den Olympischen Spielen 1924 in Paris die Silbermedaille im Federgewicht im Fünfkampf.

## Werdegang
Andreas Stadler begann in Wien als Jugendlicher mit dem Gewichtheben. Er gehörte zunächst dem Athleten-Klub "Hannibal" Wien an und wechselte dann zum "Lohnfuhrwerker"-Athleten-Klub Wien. Ab 1920 gehörte er zu den besten österreichischen Gewichthebern und bald auch zu den besten Gewichthebern der Welt in seiner Gewichtsklasse, dem Federgewicht Seine Spezialübung war das beidarmige Stoßen. In dieser Disziplin stellte er zwischen 1922 und 1926 im Federgewicht fünf Weltrekorde auf. Seine beste Leistung war dabei 120 kg, die er 1926 stieß.
Seine internationalen Erfolge begannen 1922. In diesem Jahr siegte Andreas Stadler bei den Deutschen Kampfspielen in Berlin im Federgewicht im Fünfkampf, der aus einarmigem Reißen, einarmigem Stoßen, beidarmigem Reißen, beidarmigem Drücken und beidarmigem Stoßen bestand. Insgesamt erzielte er 397,5 kg, mit denen er Eugen Wiedmann, Deutschland, 397,5 kg und Willi Reinfrank, Deutschland, 395 kg, auf die Plätze 2 und 3 verwies.
1923 wurde Andreas Stadler in Wien Weltmeister im Vierkampf. Dieser Vierkampf bestand aus einarmigem Reißen, einarmigem Stoßen, beidarmigem Drücken und beidarmigem Stoßen. Seine Gesamtleistung betrug 330 kg, mit denen er sich vor seinen Landsleuten Willi Rosinek, 315 kg und Emil Kliment, 307,5 kg, platzierte.
1924 vertrat Andreas Stadler die österreichischen Farben bei den Olympischen Spielen in Paris. In Paris wurde wieder ein Fünfkampf ausgetragen. Andreas Stadler erzielte dabei im Federgewicht 385 kg (65-75-75-65-105) und musste sich nur dem überragenden Italiener Pierino Gabetti, der auf 402,5 kg (65-77,5-82,5-72,5-105) kam, geschlagen geben. Er gewann damit die Silbermedaille.
1925 sollten in Wien wieder Weltmeisterschaften im Gewichtheben stattfinden. Der internationale Gewichtheber-Verband und der österreichische Gewichtheber-Verband konnten sich aber nicht darauf einigen, welcher Wettbewerb stattfinden sollte. Während der internationale Gewichtheber-Verband auf den sog. olympischen Dreikampf bestand, wollte der österreichische Gewichtheber-Verband unbedingt einen Vierkampf (einarmig Reißen, einarmig Stoßen, beidarmig Drücken und beidarmig Stoßen) austragen. Da man sich nicht einigen konnte, fiel diese Weltmeisterschaft aus. Der nächste große internationale Wettstreit stand für Andreas Stadler daher erst wieder 1926 an, als er bei den Deutschen Kampfspielen in Köln startete. Dort fand ein Fünfkampf statt, in dem Andreas Stadler 412,5 kg erzielte und damit hinter Eugen Mühlberger aus Deutschland, 435 kg und vor seinem Wiener Landsmann Franz Andrysek, 407,5 kg, den 2. Platz belegte.
1928 startete Andreas Stadler bei den Olympischen Spielen in Amsterdam. Er erzielte dort im Olympischen Dreikampf (beidarmig Drücken, beidarmig Reißen und beidarmig Stoßen) 267,5 kg (72,5-80-115). Mit dieser Leistung kam er auf den 6. Platz. Olympiasieger wurde Franz Andrysek, der Pierino Gabetti und Hans Wölpert aus Deutschland auf den Silber- bzw. Bronzerang verwies.
Der letzte große Wettkampf, an dem Franz Stadler teilnahm, war die II. Arbeiter-Olympiade in Wien, die 1931 stattfand. Es wurde dort ein Dreikampf ausgetragen, der aus einarmigem Reißen, einarmigem Stoßen und beidarmigem Stoßen bestand. Er erzielte dabei im Federgewicht 262,5 kg (67,5-80-115) und belegte damit hinter Auer aus Österreich, 272,5 kg (70-87,5-115) den 2. Platz.
Danach beendete er seine internationale Gewichtheber-Laufbahn. Stadler starb 1941 im Alter von 44 Jahren.

## Internationale Erfolge
| Jahr | Platz  | Wettbewerb                     | Wettkampfart | Gewichtsklasse | Ergebnisse |
| 1922 | 1.     | Deutsche Kampfspiele in Berlin | FK           | Feder          | mit 397,5 kg, vor Eugen Wiedmann, Deutschland, 397,5 kg und Willi Reinfrank, Deutschland, 395 kg                                                        |
| 1923 | 1.     | WM in Wien                     | VK           | Feder          | mit 330 kg (70-80-70-110), vor Willi Rosinek, Österreich, 315 kg (60-80-70-105) und Emil Kliment, Österreich, 307,5 kg (60-70-77,5-100)                 |
| 1924 | Silber | OS in Paris                    | FK           | Feder          | mit 385 kg (65-75-75-65-105), hinter Pierino Gabetti, Italien, 402,5 kg (65-77,5-82,5-72,5-105) und vor Reinmann, Schweiz, 382,5 kg (57,5-70-75-80-100) |
| 1926 | 2.     | Deutsche Kampfspiele in Köln   | FK           | Feder          | mit 412,5 kg, hinter Eugen Mühlberger, Deutschland, 435 kg und vor Franz Andrysek, Österreich, 407,5 kg                                                 |
| 1928 | 6.     | OS in Amsterdam                | OD           | Feder          | mit 267,5 kg (72,5-80-115); Sieger: Franz Andrysek, 287,5 kg, vor Pierino Gabetti, 282,5 kg und Hans Wölpert, Deutschland, 282,5 kg                     |
| 1931 | 2.     | II. Arbeiter-Olympiade in Wien | DK           | Feder          | mit 262,5 kg (67,5-80-115), hinter Auer, Österreich, 272,5 kg (70-87,5-115)                                                                             |

Erläuterungen
- OS = Olympische Spiele, WM = Weltmeisterschaft
- OD = olympischer Dreikampf, DK = Dreikampf, VK = Vierkampf, FK = Fünfkampf